# ترما، شهرستان لان ویرو
ترما، شهرستان لان ویرو (به لاتین: Tõrma, Lääne-Viru County) یک روستا در استونی است که در دهستان راکوره واقع شده‌است.